# Choucroute d'Alsace
Pour les articles homonymes, voir Choucroute et Alsace (homonymie).
La choucroute d’Alsace est une préparation alimentaire traditionnelle de choucroute de la cuisine alsacienne et de la cuisine française, variante des haricots en saumure alsaciens, obtenue par fermentation naturelle de variétés sélectionnées de chou cabus.
Elle est appelée choucroute garnie lorsqu'elle est consommée cuite et accompagnée de viande, de charcuterie, de pommes de terre, ou choucroute garnie de la mer lorsqu'elle est accompagnée de poissons alsaciens, ou de fruits de mer. 

## Composition
La choucroute d’Alsace est un légume préparé, obtenu par une solution ancestrale de conservation des aliments à base de fermentation lactique de feuilles de choux préalablement découpées en lanières, et mises en cuves de fermentation, en y ajoutant le sel de saumure nécessaire à la conservation du produit (variante des haricots en saumure). 

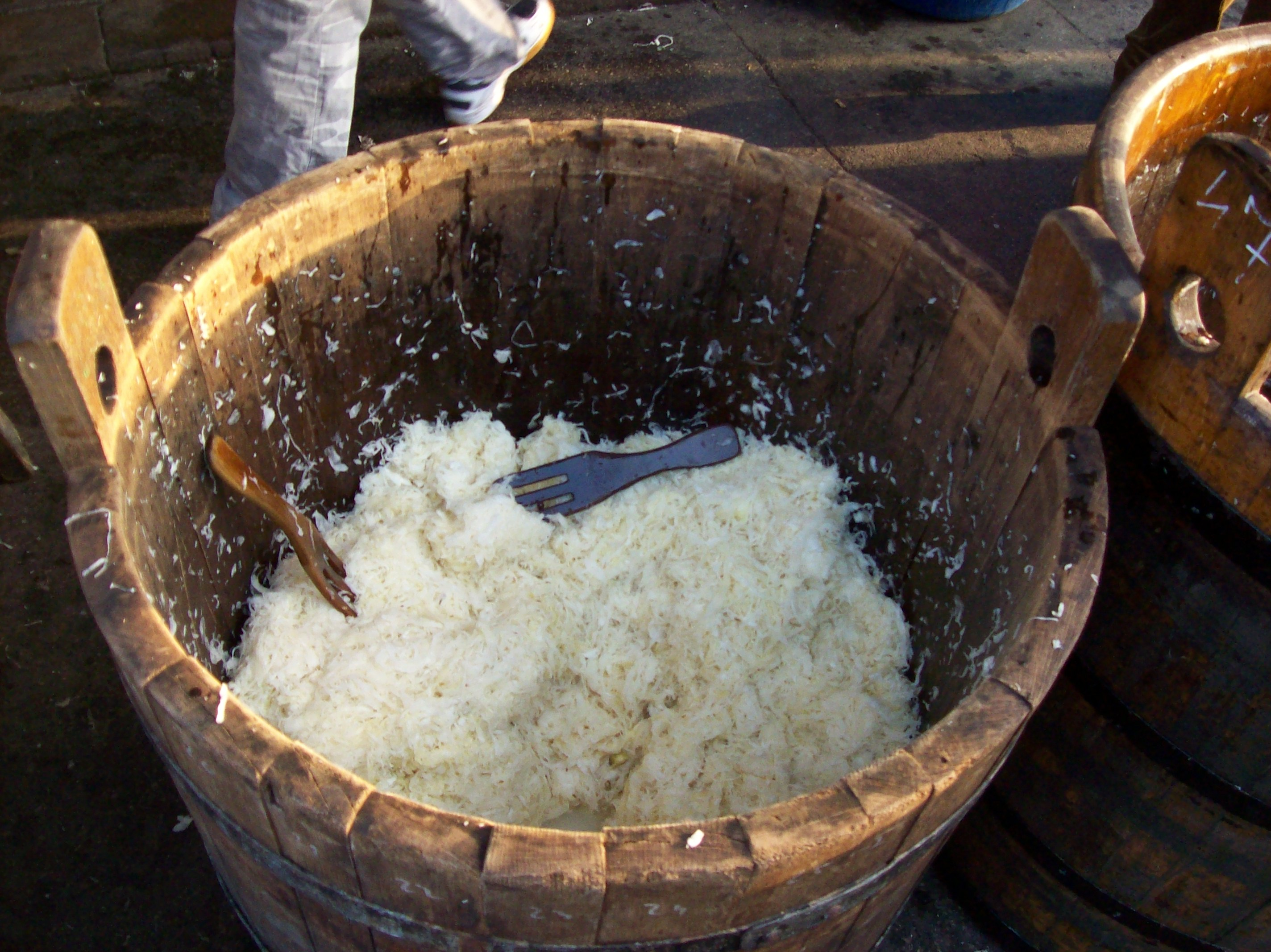
Fabrication artisanale de choucroute
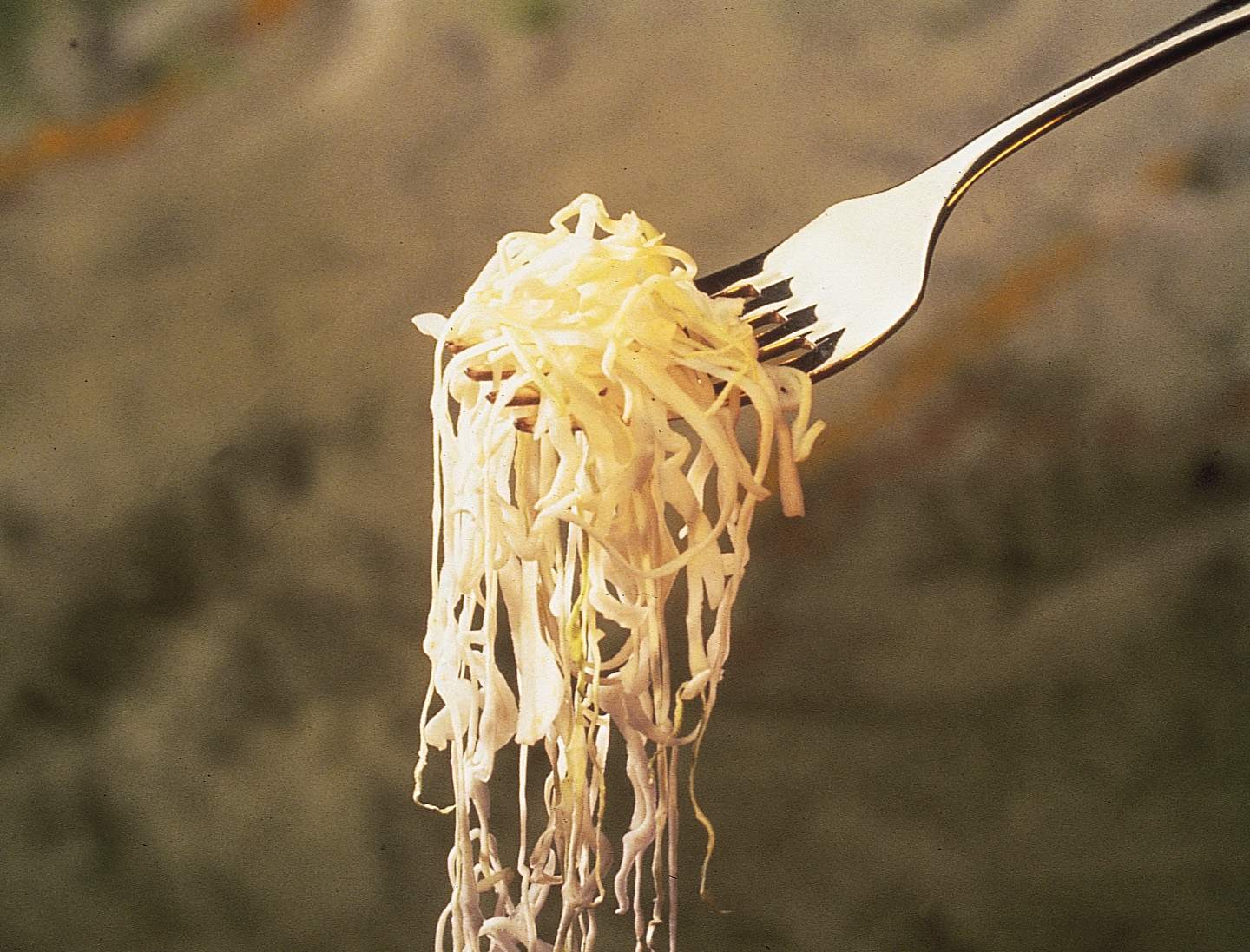

L'Alsace produit environ 60 000 tonnes de choux à choucroute sur 500 hectares de culture agricole annuelle, soit environ 70 % de la production française.

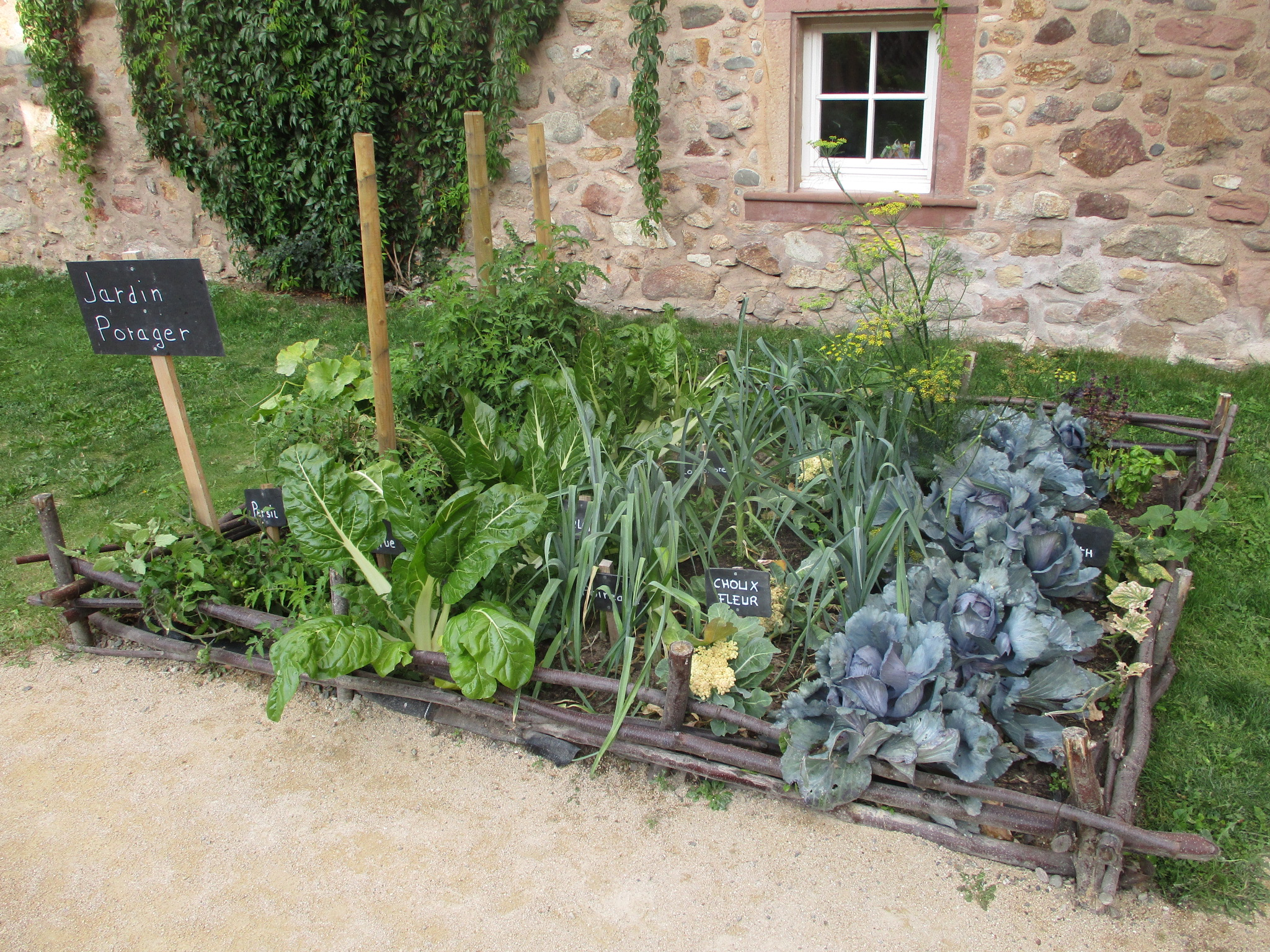
Choux de jardin potager du Bas-Rhin
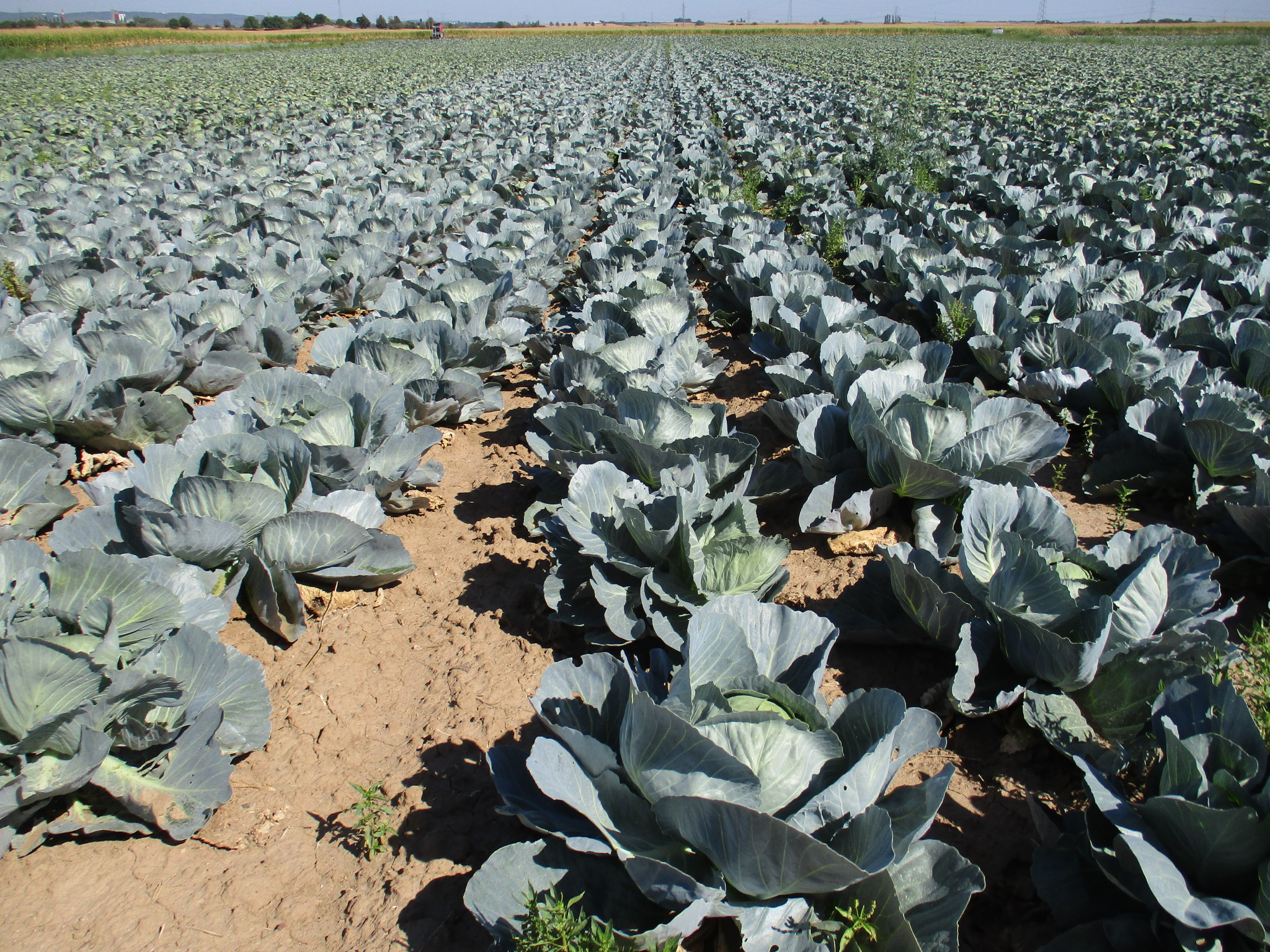
Champs agricole de choux, près de Colmar
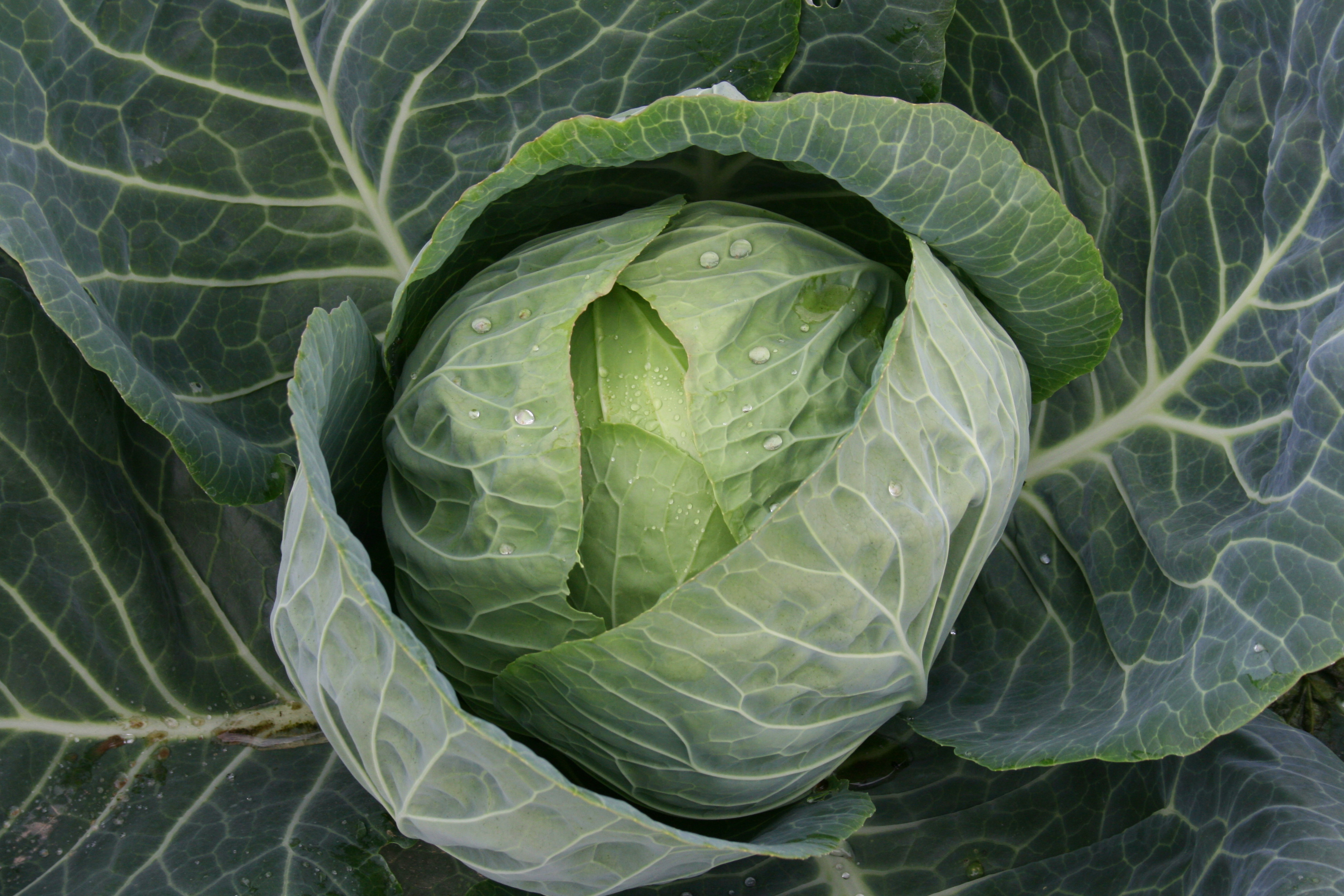
Chou cabus à choucroute d'Alsace.

La choucroute d'Alsace se caractérise par :
- des lanières longues et blanches ;
- une couleur blanche à jaune clair ;
- une texture légèrement croquante pour la choucroute crue et ferme la choucroute cuite ;
- un goût légèrement acidulé.

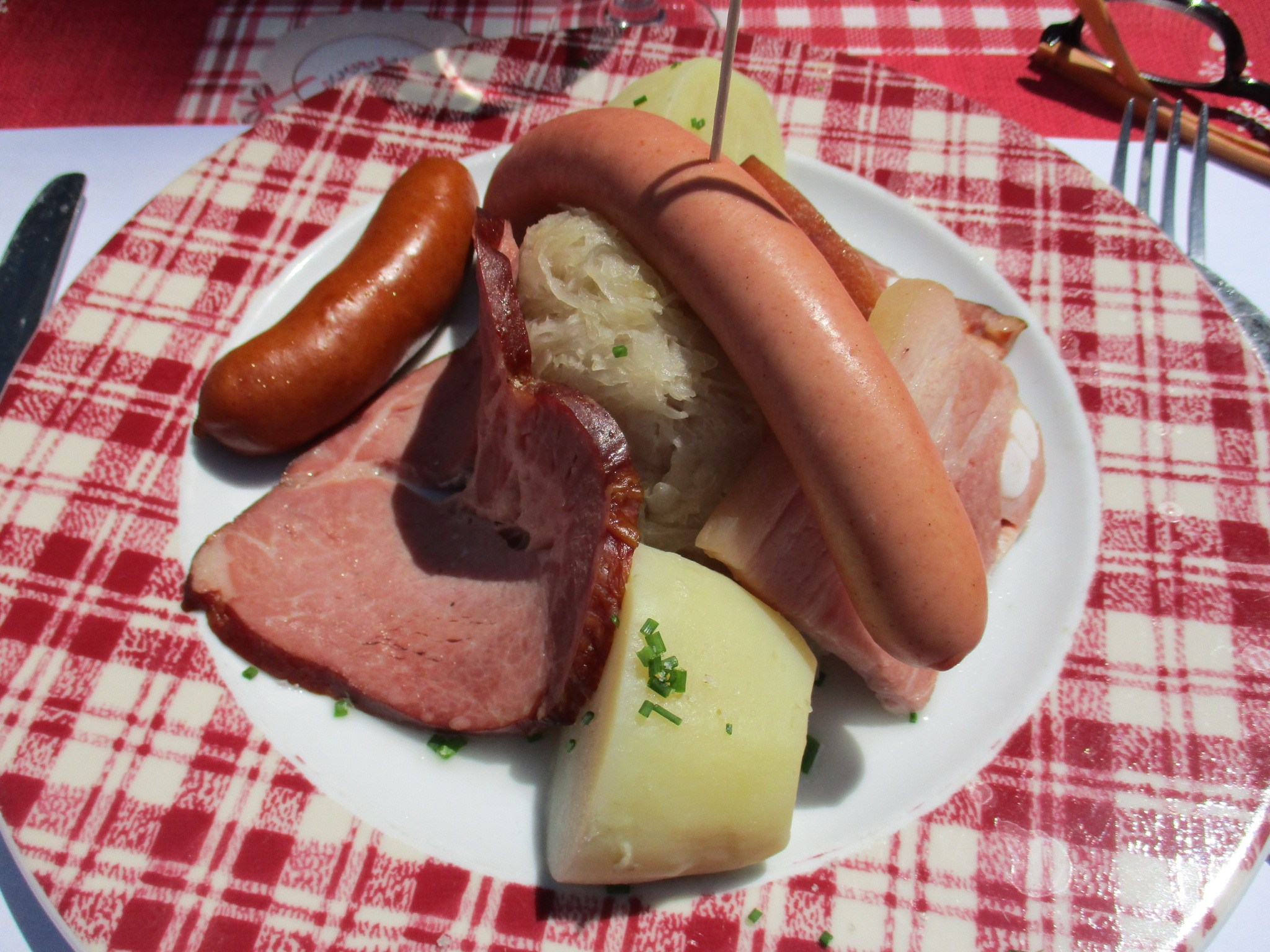
Choucroute garnie
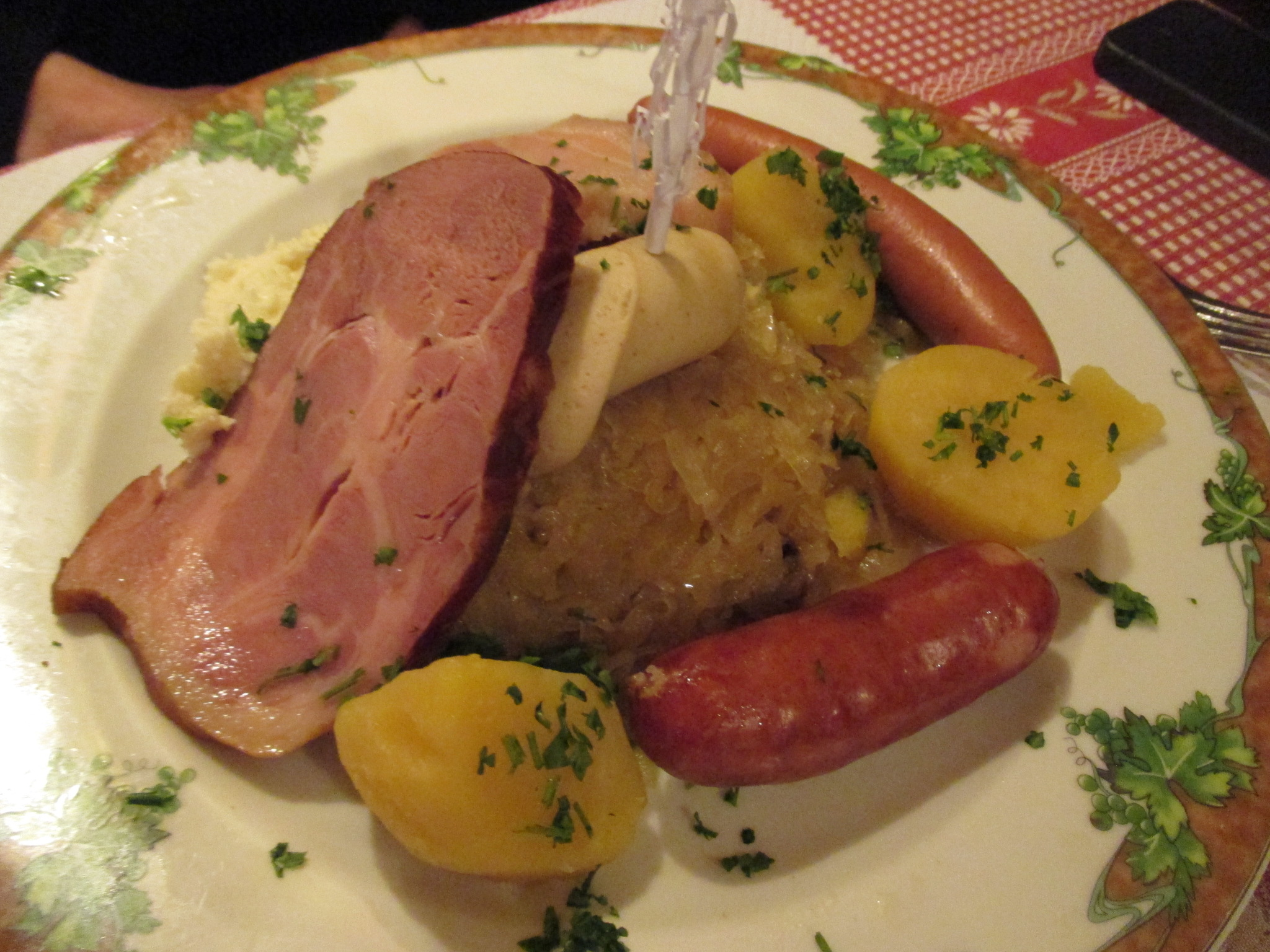
Choucroute garnie
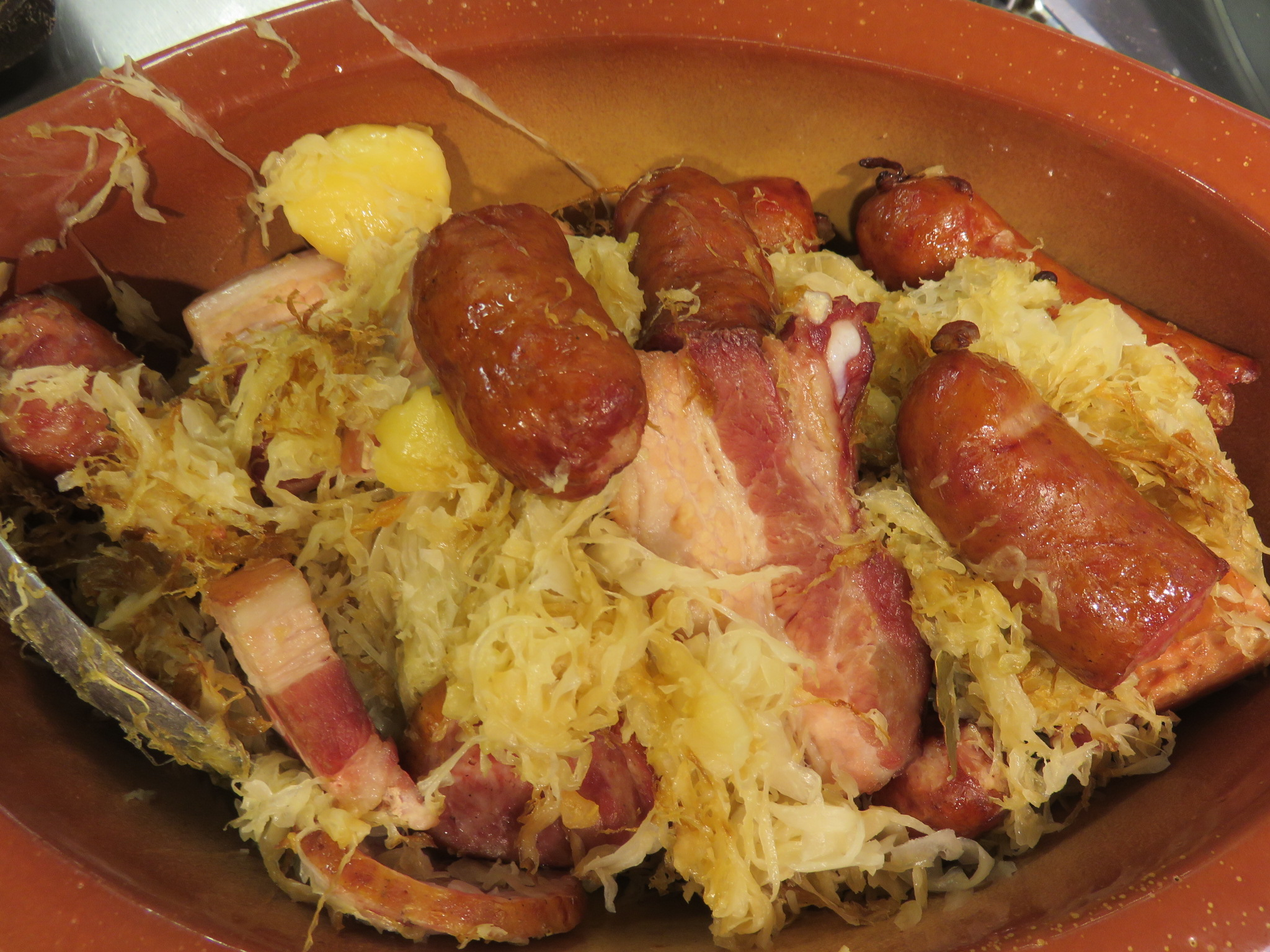
Cuite et servie en terrine alsacienne traditionnelle
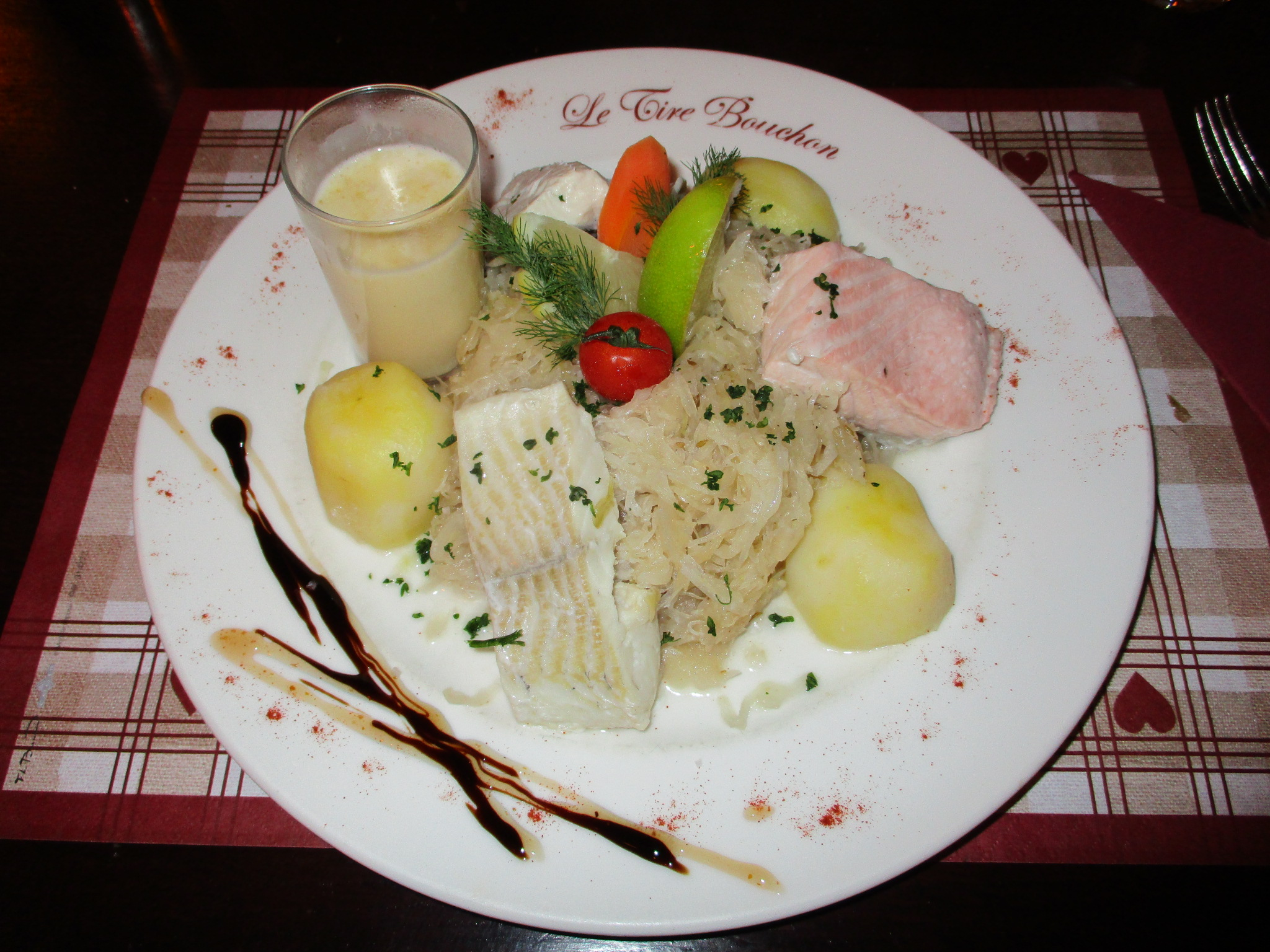
Choucroute de la mer, brochet, saumon, omble chevalier, et beurre blanc
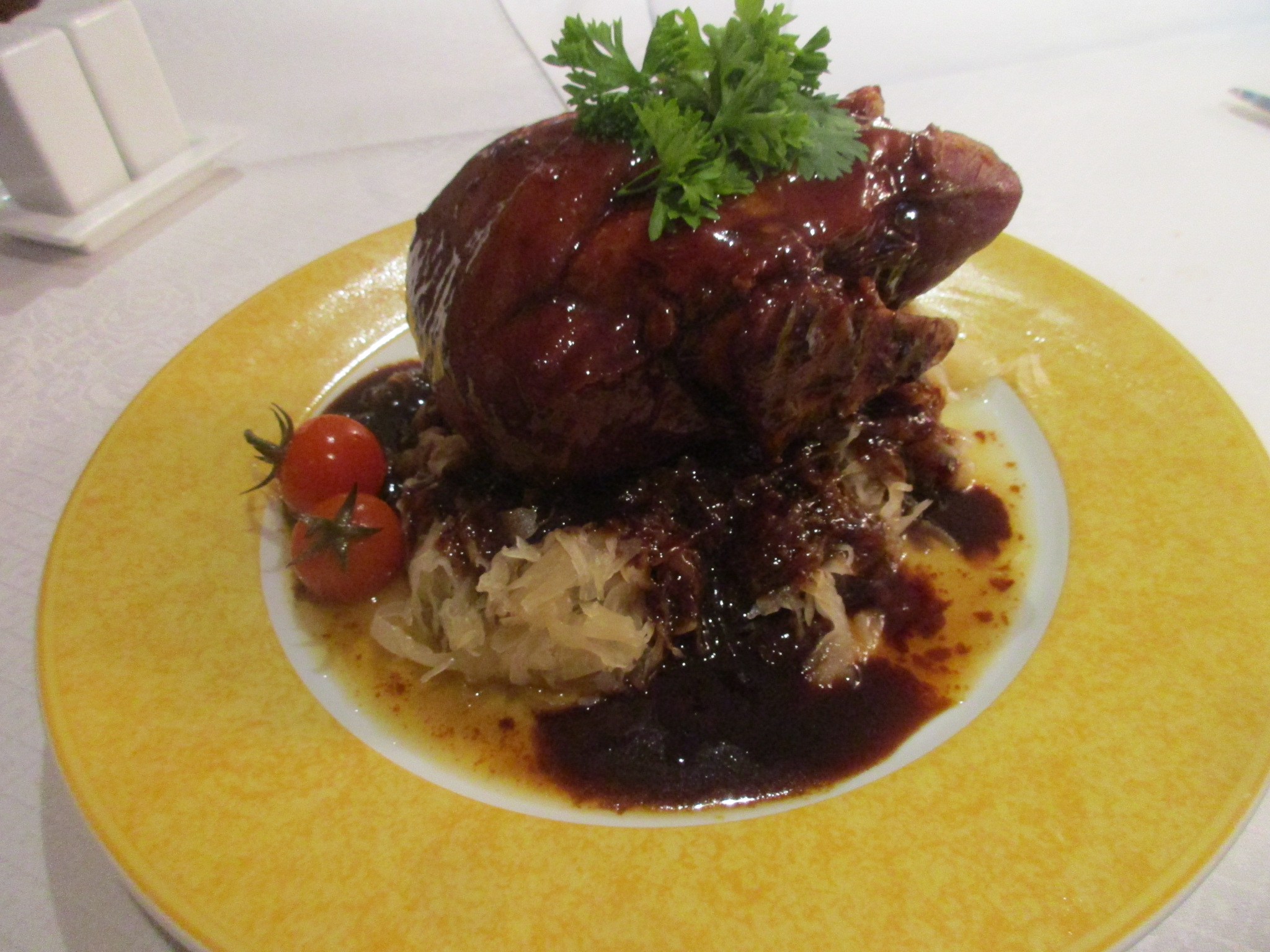
Avec jarret au miel

La choucroute peut être dégustée de différentes manières : crue en salade, cuite comme accompagnement. Toutefois, la choucroute d'Alsace est principalement connue dans un plat : la choucroute d'Alsace garnie. Elle est alors servie accompagnée de saucisses, de diverses viandes salées, de charcuterie et souvent de pommes de terre. En principe, il n’y a pas d’ingrédients fixes pour ce plat, mais une tradition est respectée. Les ingrédients classiques sont trois types de saucisses : saucisse de Francfort, knack ou saucisse de Strasbourg, saucisse de Montbéliard, saucisse de Morteau, et certains morceaux de porc, comme le lard, le jarret et le jambon sec. D’autres ingrédients issus de poissons, ou de l’oie, peuvent être ajoutés, mais de manière moins typique.

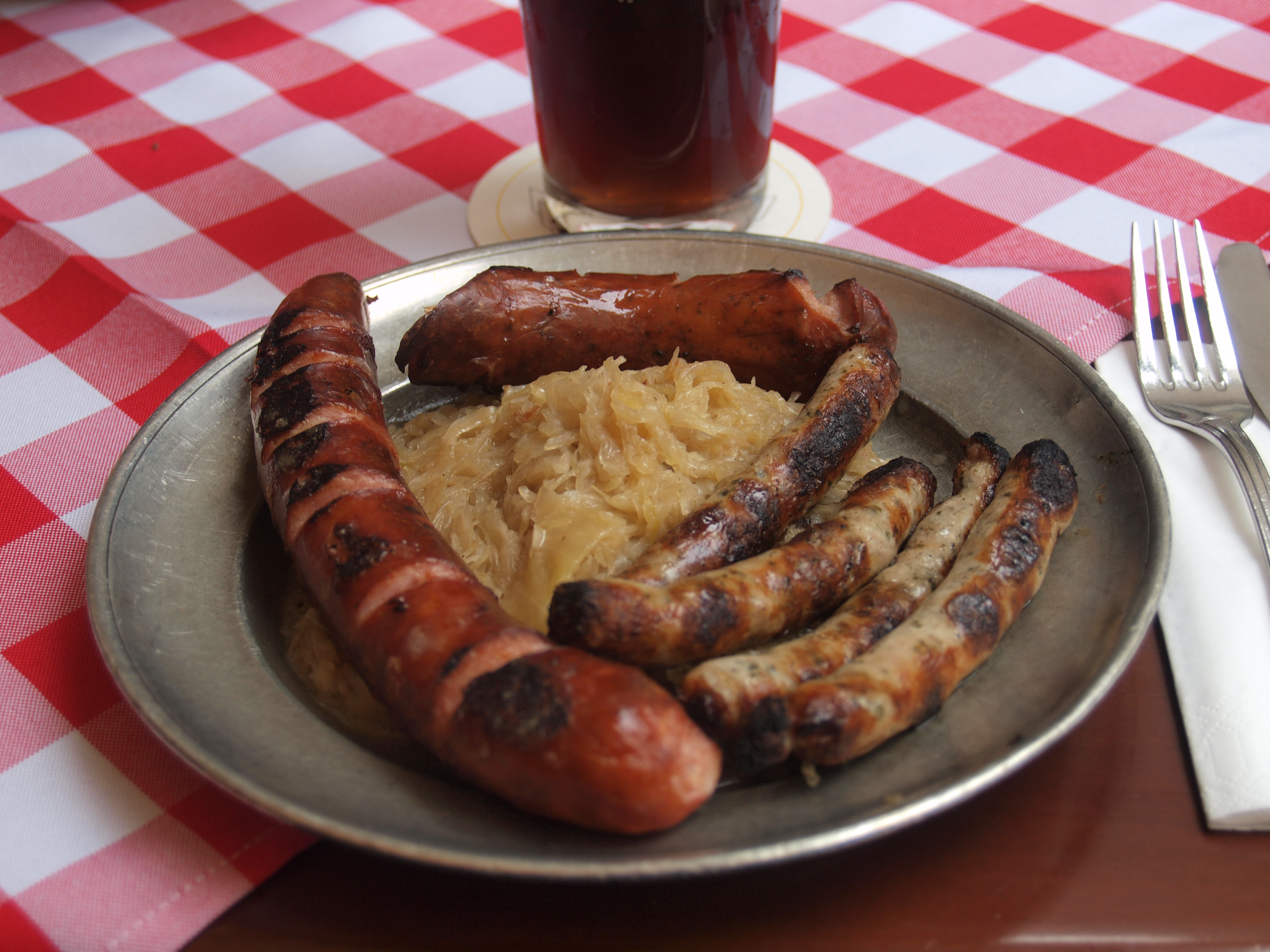
Avec saucisses
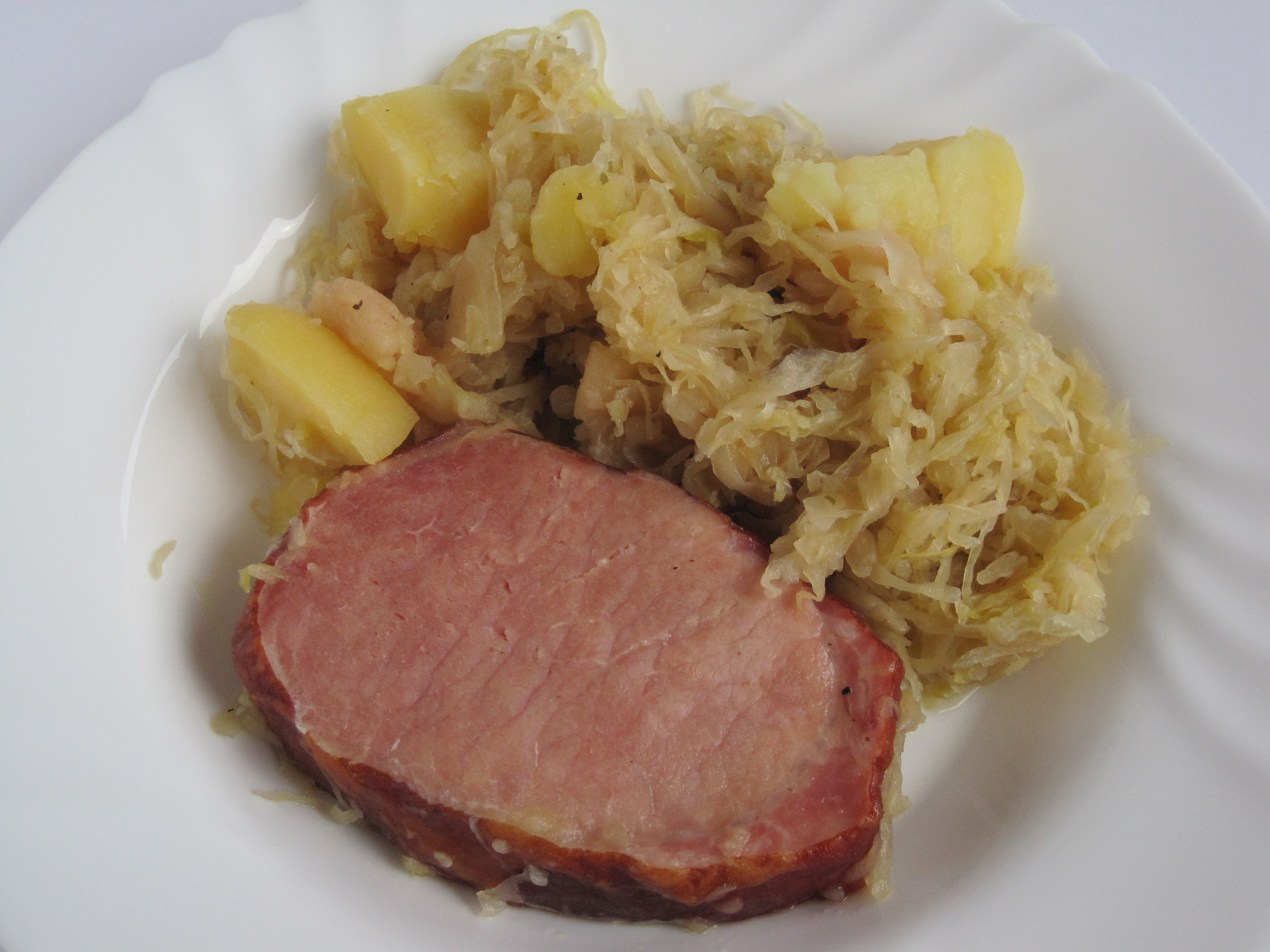
Avec viande et pommes de terre
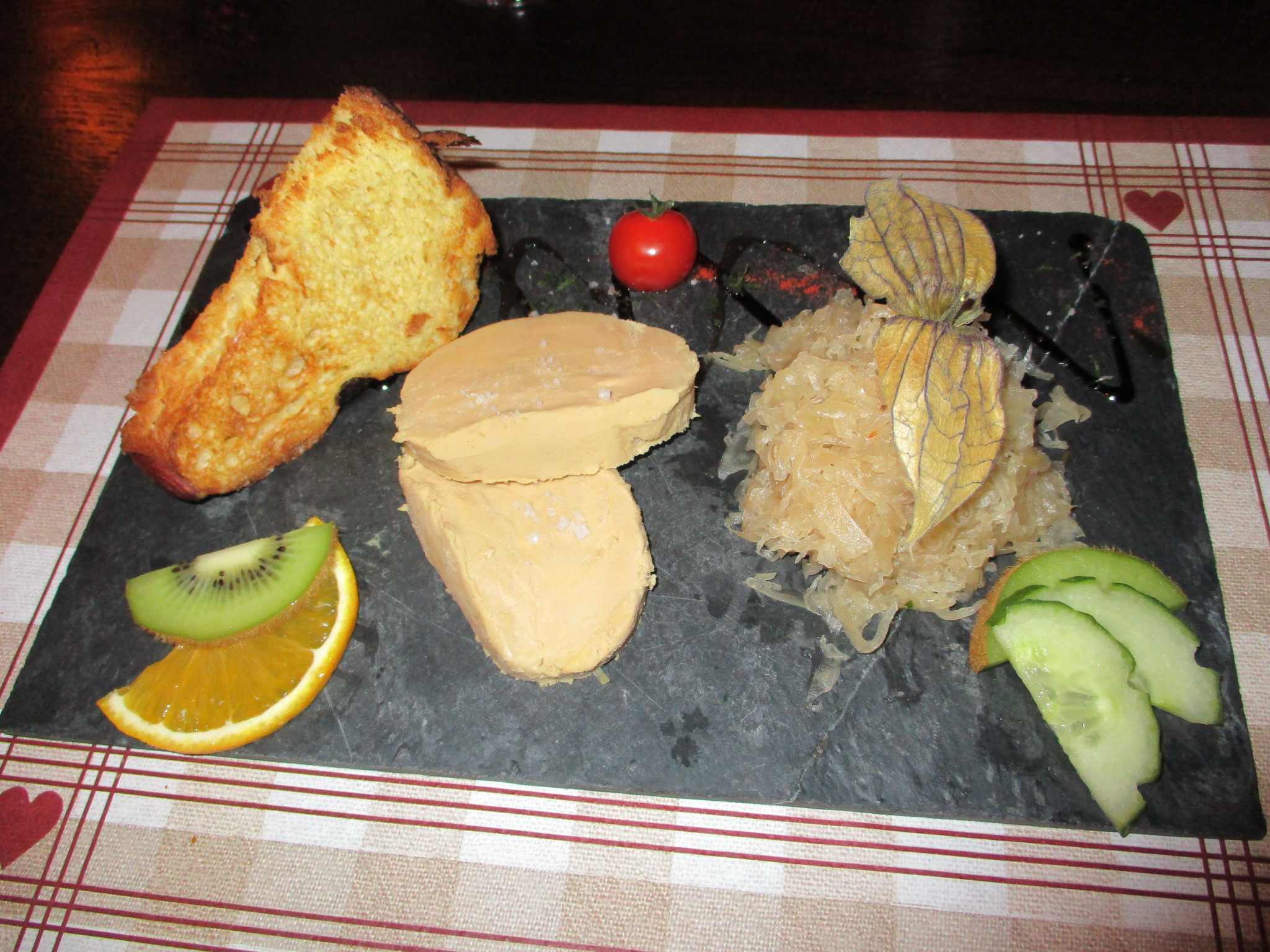
Avec du foie gras d'Alsace
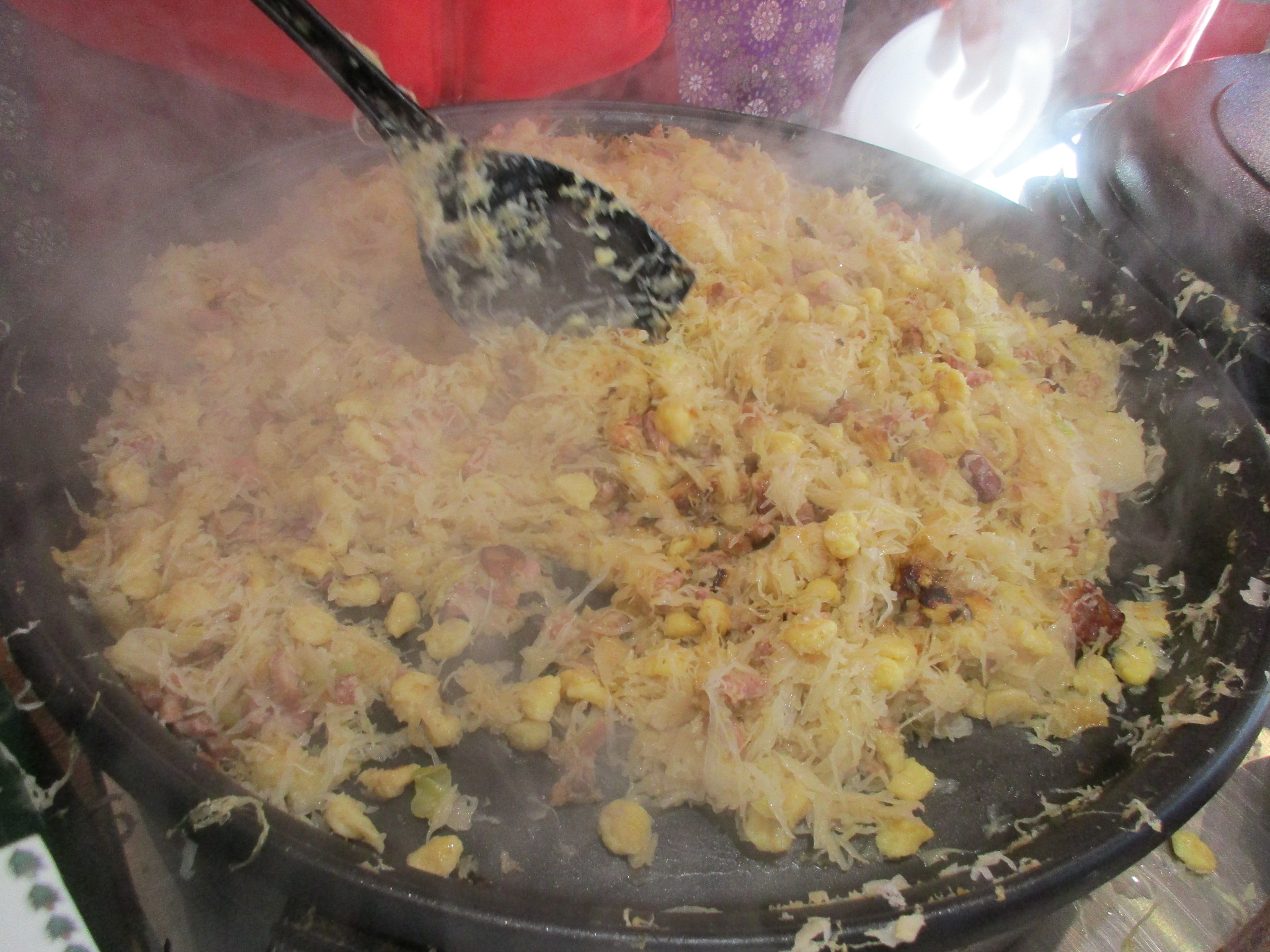
Avec spätzle et lardons, au marché de Noël de Mulhouse
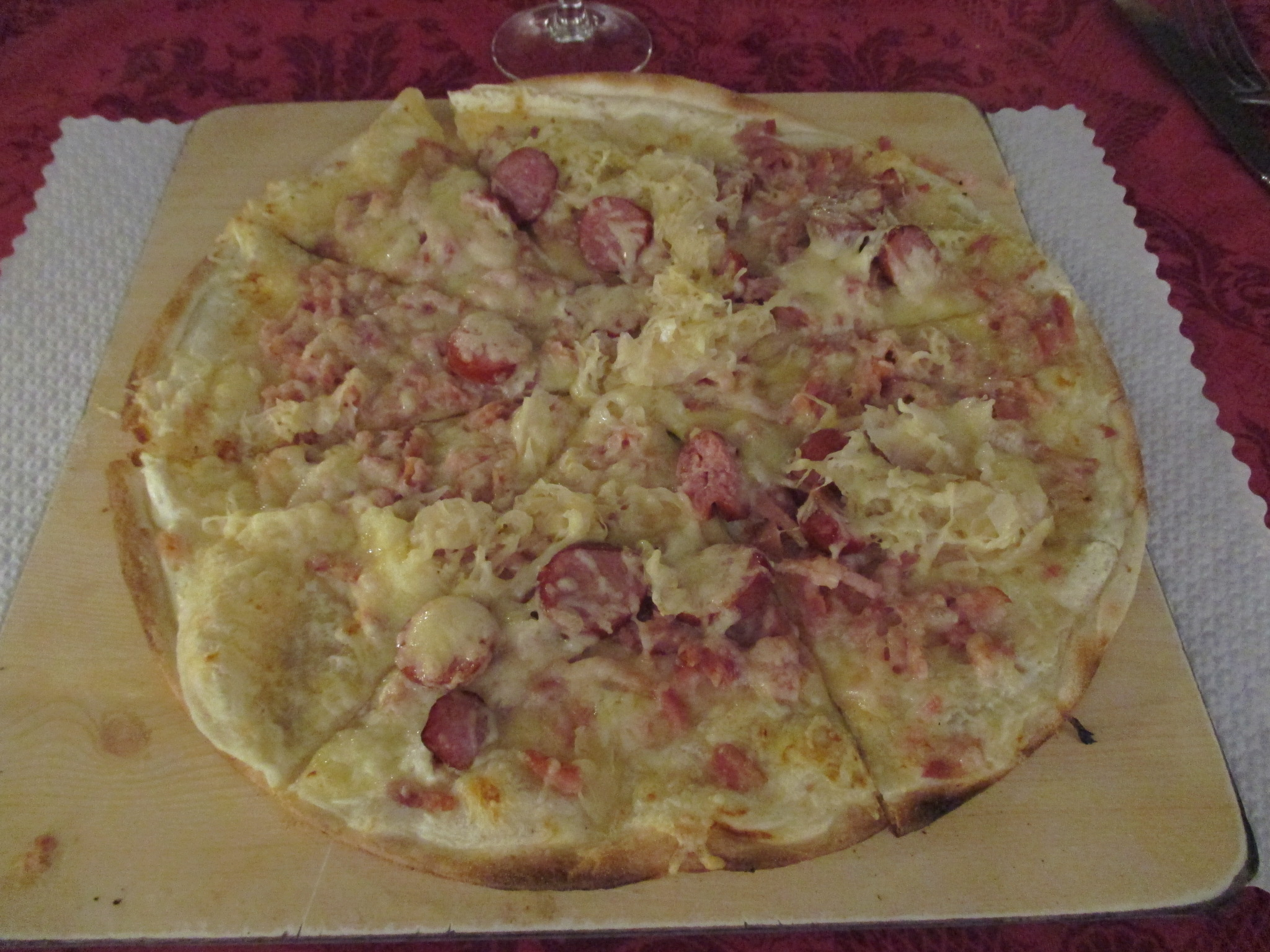
Tarte flambée strasbourgeoise à la choucroute

En 2007, la consommation annuelle moyenne est estimée à 800 grammes par personne.

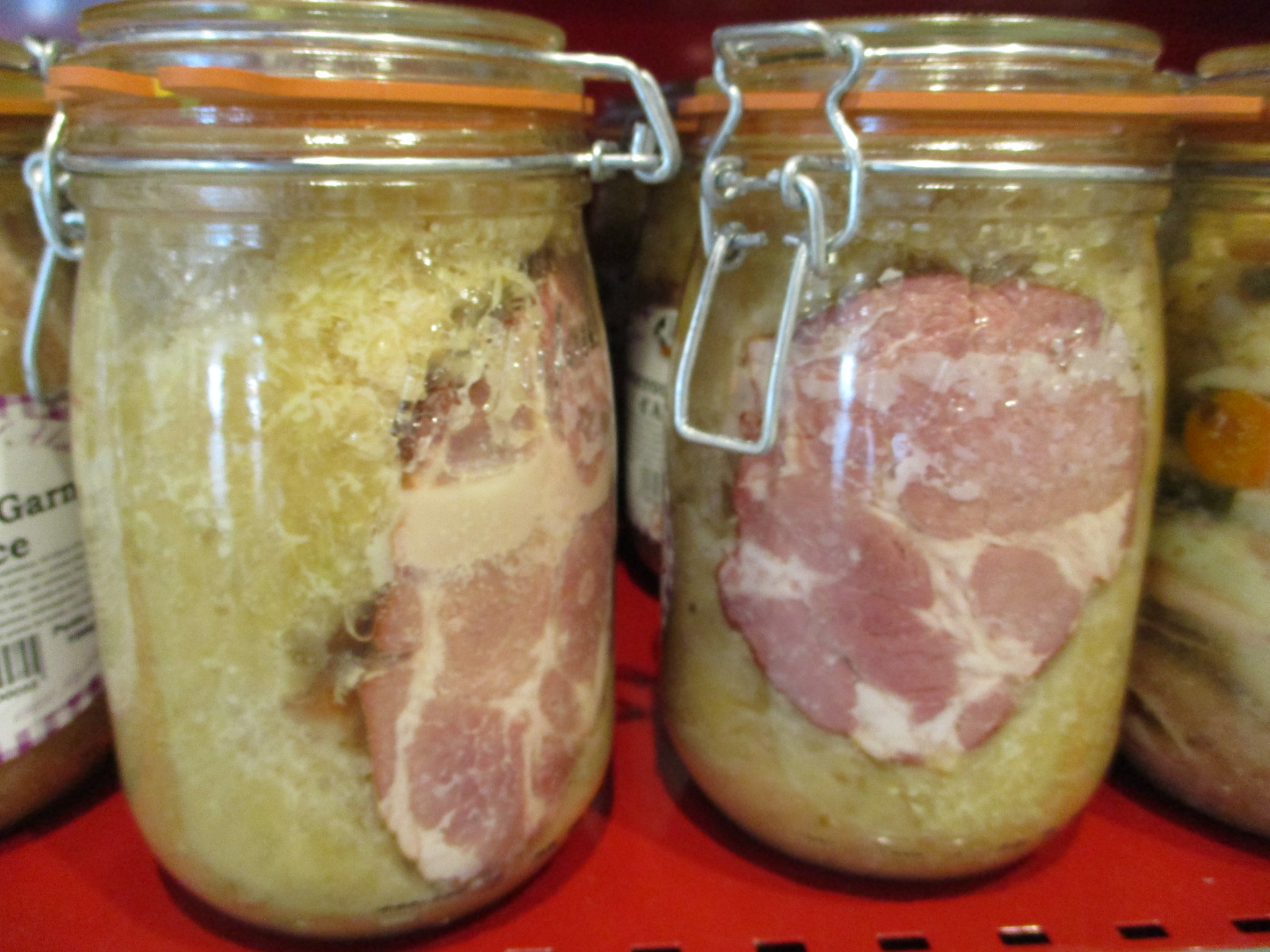
En bocaux
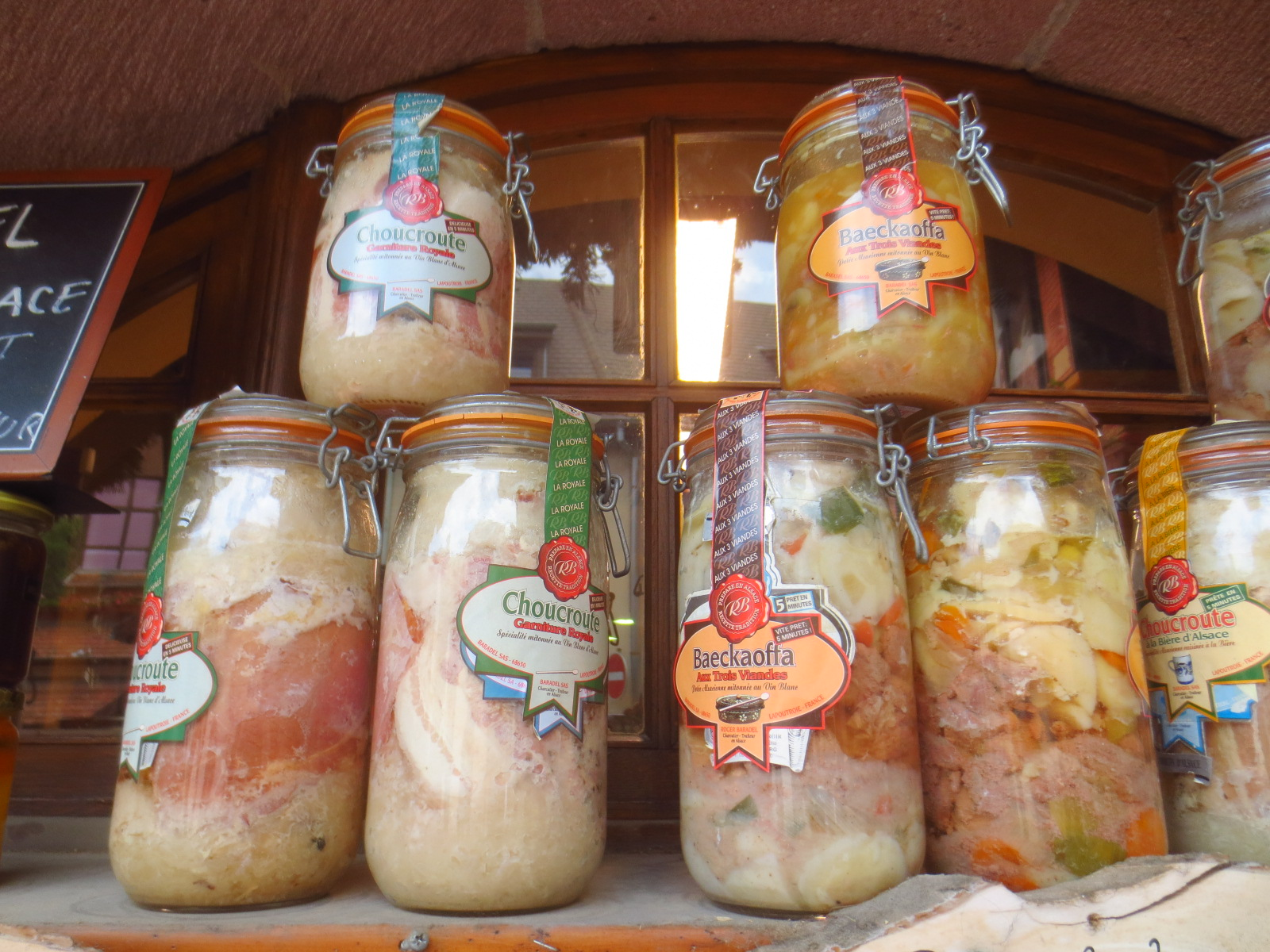
Avec du baeckeoffe en vitrine
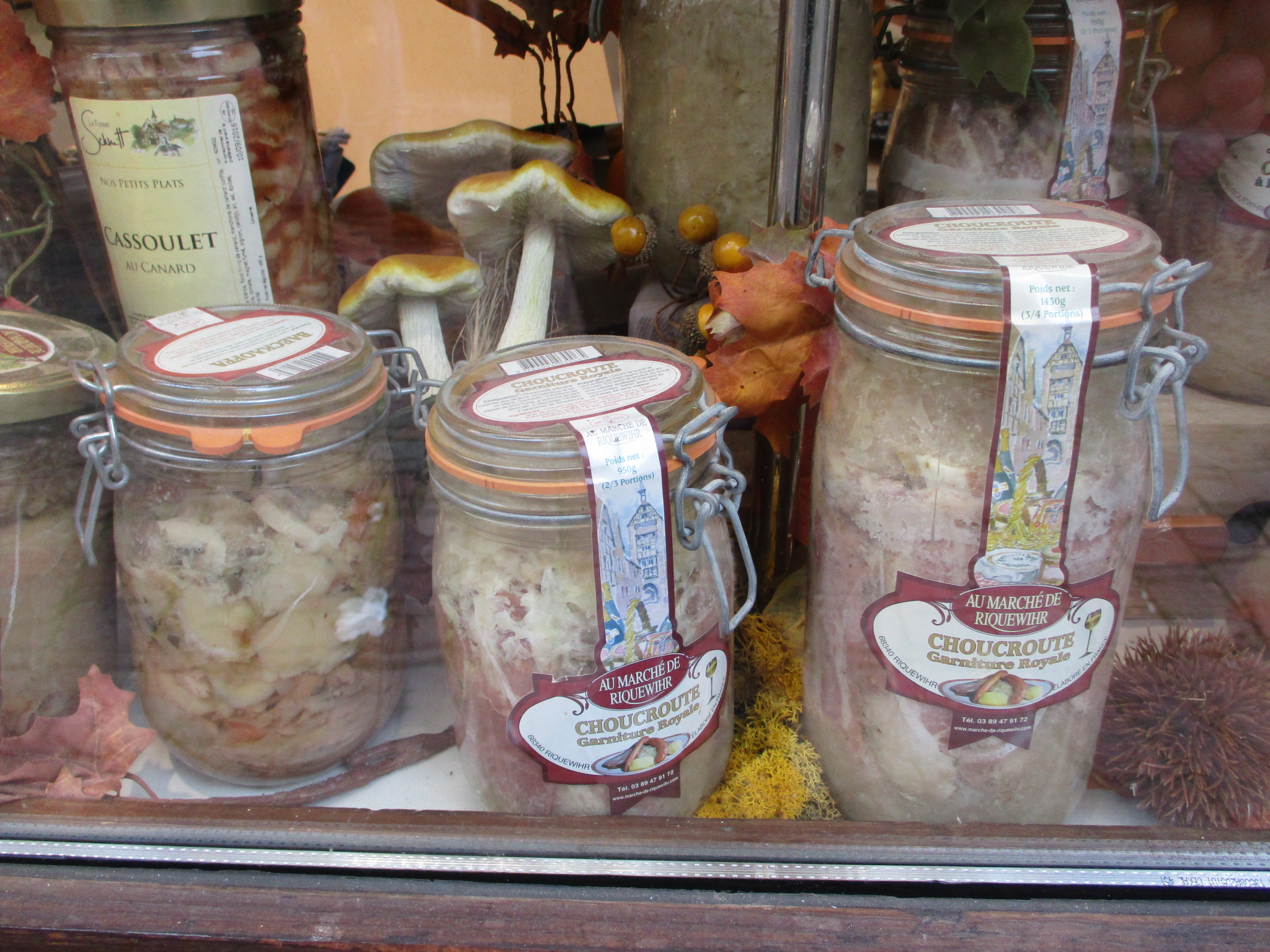
Vitrine de commerce
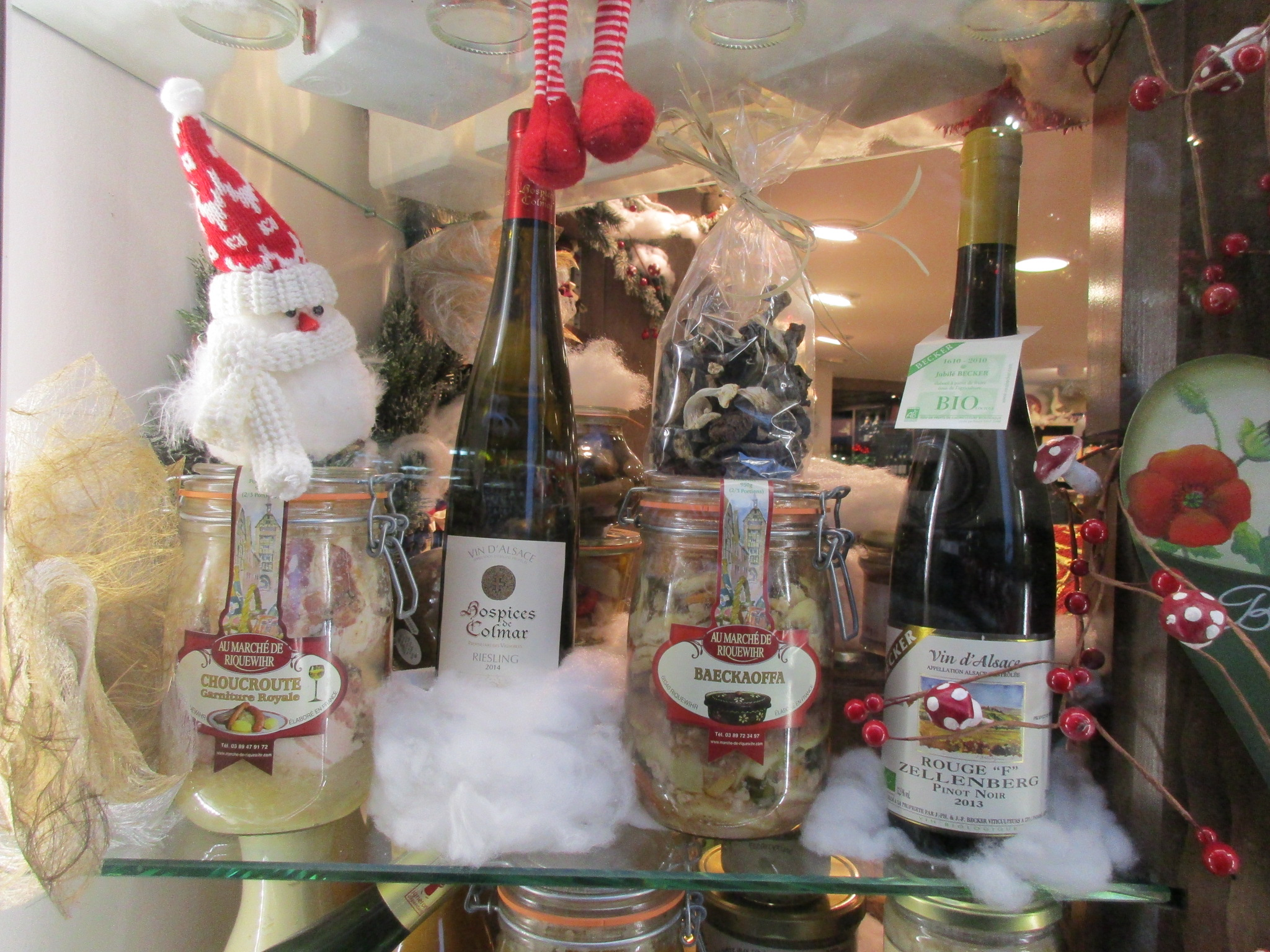
Marché de Noël de Riquewihr
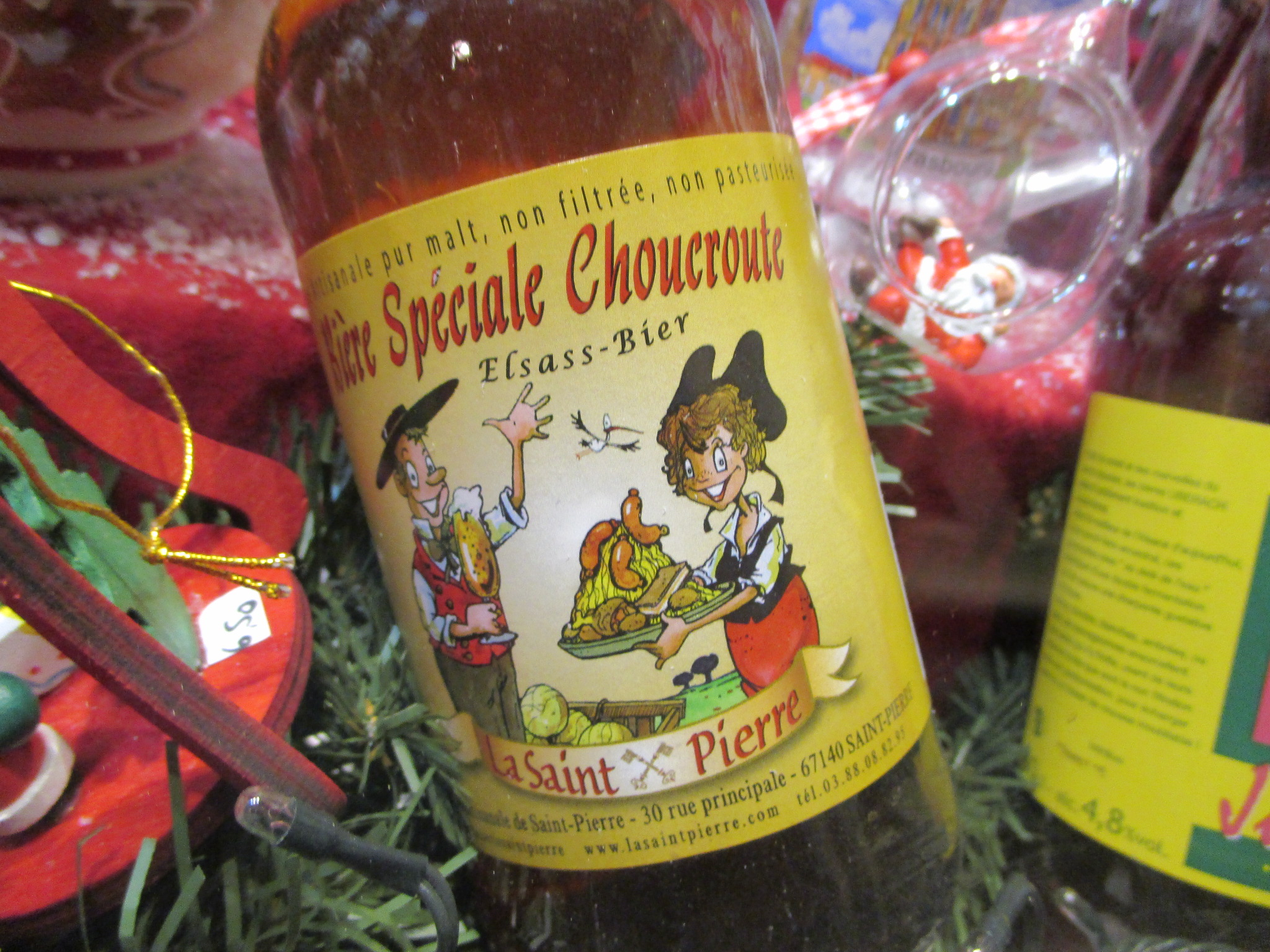
Exemple de bière d'Alsace « spéciale choucroute »

## Histoire

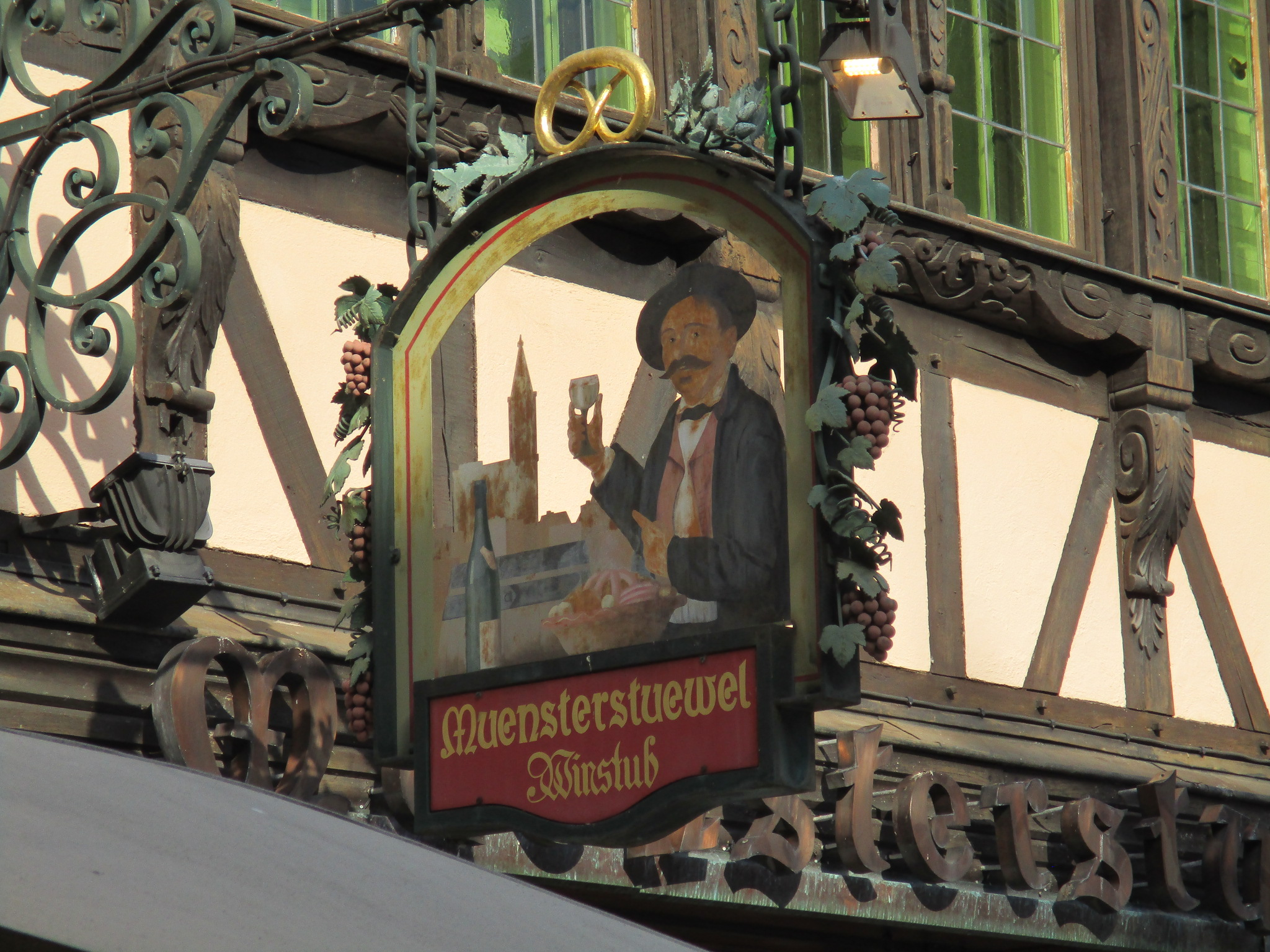
Enseigne d'un restaurant-winstub de Strasbourg.

La choucroute d’Alsace est un plat très réputé et emblématique de la culture alsacienne, et son étymologie le confirme également : le terme « choucroute » est une adaptation populaire et phonétique du mot alsacien Sürkrüt (Sür, « aigre », süeri (fermenté), et Krüt, « chou »; allemand Sauerkraut, même composition de mot), à l'image des haricots en saumure alsaciens (Süeri bohne (haricot fermenté) issu de bohne (haricot) et de süeri (fermenté), en alsacien, ou saure bohnen, en allemand). En France, les plus anciennes références connues à la cuisson du chou ainsi préparé datent du XVe siècle, des textes du XVIe siècle en attestent la présence à la table des monastères, bien que cette solution ancestrale de conservation des aliments en saumure soit héritière des cuisines gauloise, antique et médiévale.
Au XVIIe siècle, on le trouve sous l’amusant nom de Kompostkrut (« chou compost ») et, au siècle suivant, il se généralise en Alsace. La choucroute n'est alors pas accompagnée de viandes mais de poissons d'eau douce, sous l'influence des bateliers du Rhin qui agrémentent le chou fermenté des poissons qu'ils pêchent.

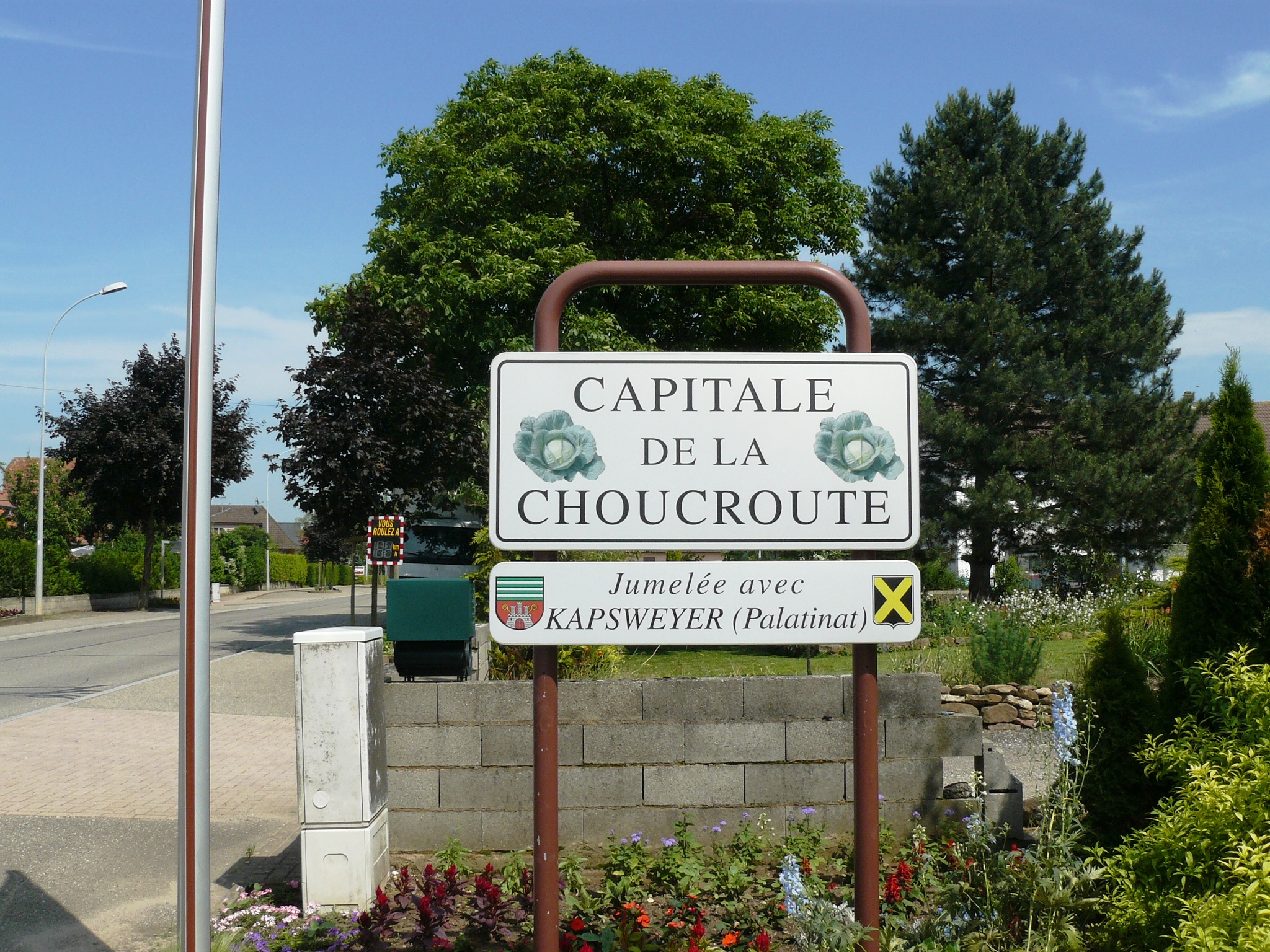
Krautergersheim, « capitale » de la choucroute.

L'expansion de la choucroute d'Alsace dans le reste de la France se manifeste à partir de 1871, avec l'annexion de l'Alsace par les Allemands, durant la guerre franco-allemande de 1870. Cet événement pousse des milliers d'Alsaciens à quitter l'Alsace, en emportant avec eux leurs habitudes alimentaires et leurs spécialités, chou fermenté, mais aussi charcuteries et viandes diverses. Parmi eux, des brasseurs ouvrent à Paris des établissements où ils servent la choucroute, accompagnée de saucisses et de bière blonde.
Les Alsaciens sont encore aujourd'hui attachés à cette tradition alimentaire et agricole. De nombreux villages organisent en automne leur fête de la choucroute. 

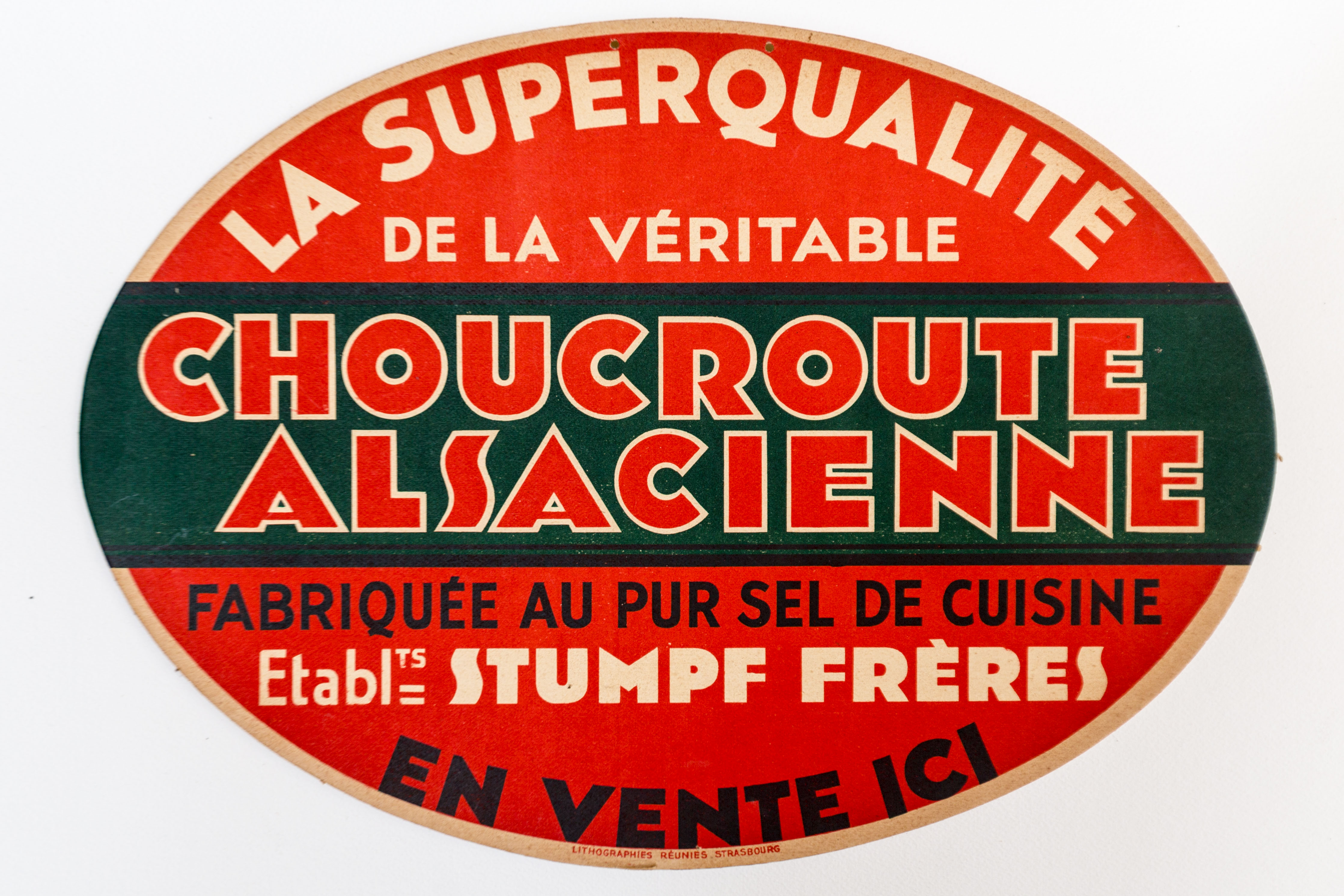
Carton publicitaire pour la choucroute alsacienne Stumpf Frères (vers 1930).

Krautergersheim, la « capitale de la choucroute d'Alsace », organise la sienne le dernier week-end de septembre et le premier week-end d’octobre depuis 1984. La fête débute traditionnellement le samedi soir avec une dégustation de choucroute et de la musique avec un orchestre alsacien installé sur la Place des fêtes de Krautergersheim. La fête se prolonge ensuite le dimanche avec nombreuses animations, dont un cortège de chars et des groupes folkloriques dans les rues, suivi par plusieurs milliers de personnes. 
En raison de la crise sanitaire liée à la pandémie de COVID-19, cette fête a cependant été annulée deux années de suite, en 2020 et 2021. 
L'écomusée d'Alsace, créé en 1984, explique aux visiteurs la fabrication de la choucroute d'Alsace en retraçant les étapes de préparation traditionnelle.
Les touristes, mais également les Alsaciens, peuvent découvrir la richesse du terroir de la choucroute d'Alsace en suivant la Route de la choucroute d'Alsace, créée en 1991.

## Culture du chou à choucroute en Alsace

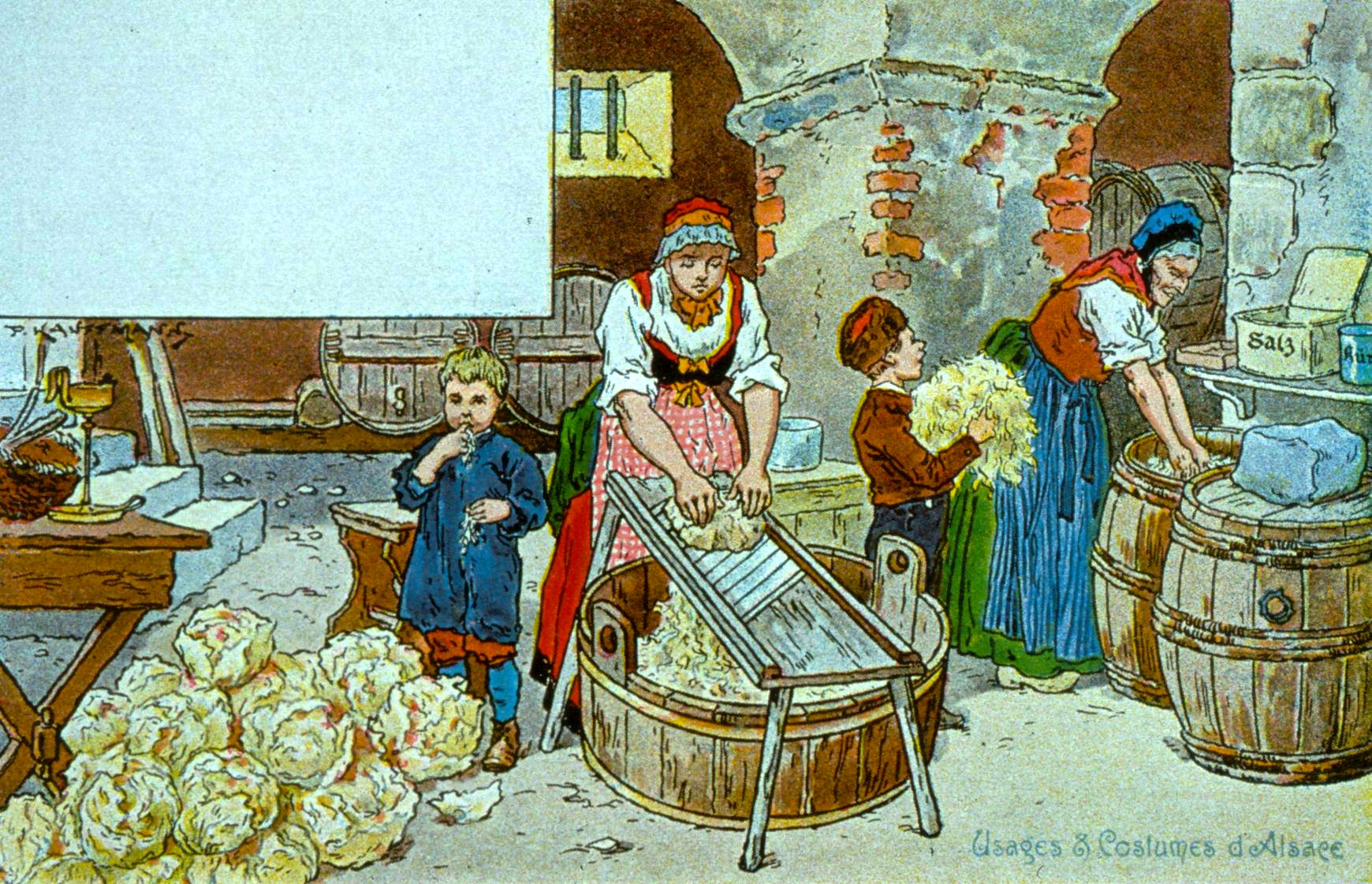
Fabrication de la choucroute, illustration de Paul Adolphe Kauffmann (1902).

Le chou communément employé pour la choucroute était autrefois le chou cabus (ou gros chou Quintal d'Alsace), parfois appelé Quintal de Strasbourg. Cette variété d'automne à la grosse pomme arrondie et légèrement aplatie, rustique et productive, qui peut dépasser sept kilogrammes, n'est plus qu'une curiosité. Des espèces plus précoces, comme Almanach et Pontiac, répondent mieux aux nécessités de la récolte d'août, assez marginale, mais qui permet la commercialisation d'une choucroute, dite nouvelle, dès septembre. Plusieurs hybrides ont été adoptés pour la coupe industrielle qui s'effectue de septembre aux gelées. La variété Fil d'or, qui ressemble au Quintal, semble lui survivre.

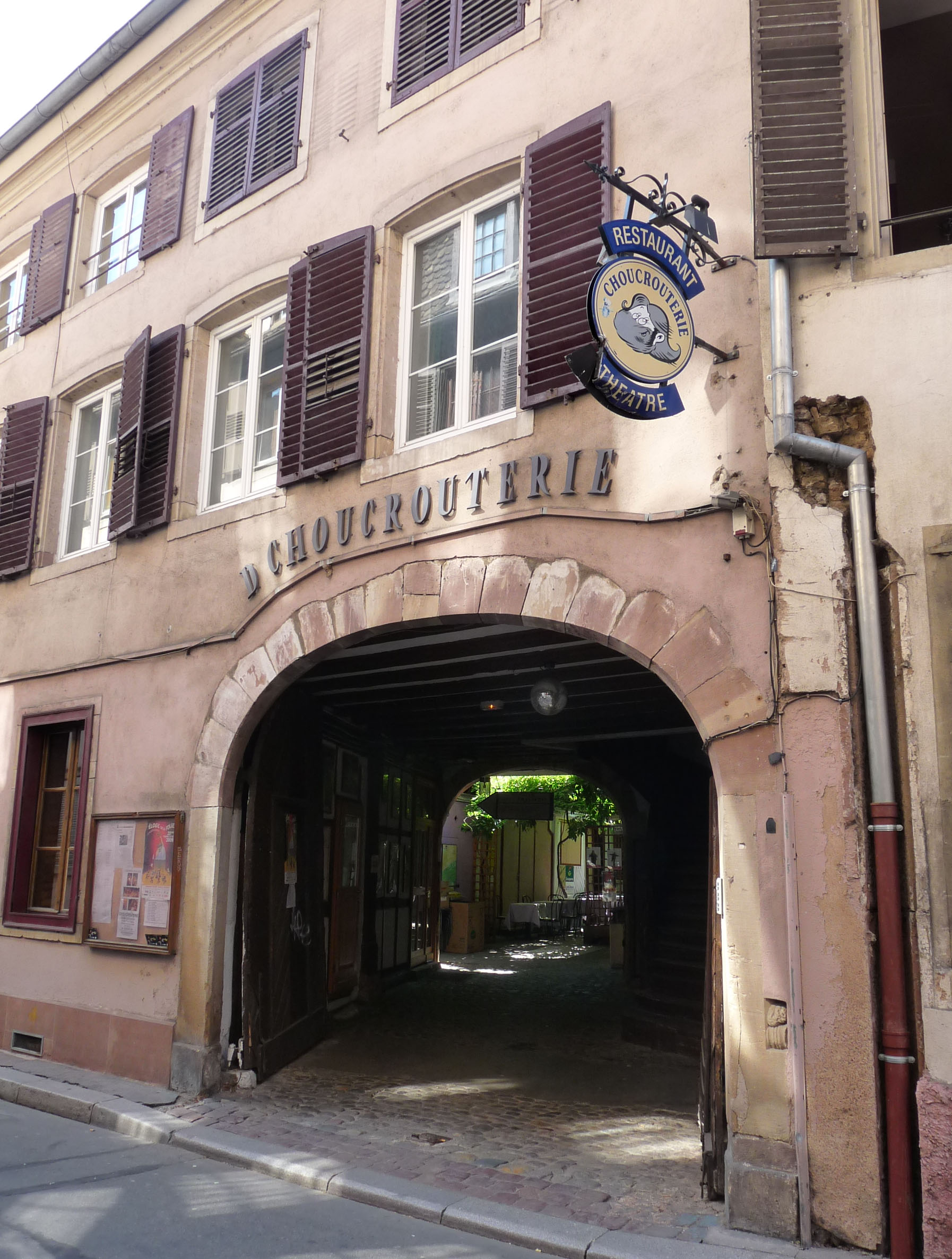
Choucrouterie de Strasbourg.

Le chou est une plante de la famille des Brassicacées. Les choux à choucroute relèvent tous du chou cabus, c'est-à-dire des choux pommés à tête ronde et à feuilles lisses.
Semé de bourgs maintenant rurbains, du fait de leur proximité de Strasbourg, le « pays des choux » s'étend sur le triangle Krautergersheim–Meistratzheim–Innenheim, et le déborde quelque peu vers le bassin de l'Ehn. Il s'étend sur environ 650 hectares.
Krautergersheim, dont les habitants furent surnommés Krüterkopf, « têtes de chou », se revendique capitale de la choucroute. Krüt signifie « chou » en dialecte allémanique.
Le Haut-Rhin compte encore quelques producteurs de choucroute : les villages de Riedwihr, Holtzwihr et Wickerschwihr en constituent notamment les derniers bastions.
Le nombre des cultivateurs s'est réduit, à mesure que se développait la mécanisation. La grande majorité des choucroutiers possèdent des champs et achètent le complément nécessaire. Leurs exploitations sont familiales, avec un recours aux saisonniers pour les plus importantes, et pratiquent la polyculture : le chou à choucroute ne revient que tous les trois ans ou plus sur un même emplacement.

## Mythe de naissance
Le mythe de naissance folklorique ancestral alsacien, décliné de la culture traditionnelle des choux en Alsace, veut que les bébés alsaciens naissent dans les choux (symboles d'abondance, de fertilité et de fécondité) et soient apportés par des cigognes.

## Indication géographique protégée «Choucroute d’Alsace»
L’arrêté du 8 octobre 2012, paru au Journal officiel du 18 octobre 2012, a reconnu l’homologation du cahier des charges de l’Indication géographique protégée « Choucroute d’Alsace », et a marqué l’entrée en application d’une protection nationale transitoire (PNT). Aujourd’hui, la demande d’IGP est toujours en cours d’instruction européenne. L'IGP interdit à un producteur de commercialiser une choucroute comme étant alsacienne, si elle ne satisfait pas à un cahier des charges précis, portant sur des critères de qualité et d’origine géographique et permet « une protection du savoir-faire alsacien ancestral » avec, notamment, une technique de fabrication passant par une « fermentation  exclusivement naturelle ».
Selon le cahier des charges de l’appellation, pour bénéficier de l’appellation, la transformation du chou doit être faite dans la région et les choux doivent peser au minimum trois kilos chacun, et avoir « un maximum de trois feuilles légèrement vertes sur le dessus du chou après enlèvement des feuilles enveloppantes ». Ce dernier prévoit également une fermentation naturelle, c’est-à-dire sans ajout de ferments ni modification de la température.
Pour la choucroute vendue dans sa version cuite (elle peut être proposée à la vente, également crue), la cuisson doit avoir lieu en Alsace, dans des cuiseurs (cuisson en continu) ou dans des marmites. Les choucroutiers sont tenus d’utiliser de l’alcool alsacien (bière, vin blanc, ou crémant du vignoble d'Alsace), et du saindoux ou de la graisse d’oie en guise de matière grasse animale.